# Saison 3 d'Orange Is the New Black
Chronologie
Saison 2 Saison 4
Cet article présente le guide des épisodes de la troisième saison de la série télévisée Orange Is the New Black.

## Généralités
Comme les autres productions originales de Netflix, tous les épisodes ont été mis en ligne simultanément le même jour.

## Distribution

### Acteurs principaux
- Taylor Schilling : Piper Chapman
- Laura Prepon : Alex Vause
- Michael J. Harney : Sam Healy
- Kate Mulgrew : Galina « Red » Reznikov
- Yael Stone : Lorna Morello
- Natasha Lyonne : Nicolette « Nicky » Nichols
- Danielle Brooks : Tasha «Taystee » Jefferson
- Taryn Manning : Tiffany « Pennsatucky » Doggett
- Uzo Aduba : Suzanne « Crazy Eyes / La folle dingue » Warren
- Selenis Leyva : Gloria Mendoza
- Adrienne C. Moore : Cindy « Black Cindy » Hayes
- Dascha Polanco : Dayanara « Daya » Diaz
- Nick Sandow : Joe Caputo
- Samira Wiley : Poussey « P » Washington

### Acteurs récurrents et invités
- Laverne Cox : Sophia Burset
- Elizabeth Rodriguez : Aleida Diaz
- Laura Gomez : Blanca Flores
- Jessica Pimentel : Maria Ruiz
- Diane Guerrero : Maritza Ramos
- Jackie Cruz : Marisol « Flaca » Gonzales
- Lin Tucci : Anita DeMarco
- Beth Fowler : Sœur Jane Ingalls
- Constance Shulman : Yoga Jones
- Lea DeLaria : Carrie « Big Boo » Black
- Emma Myles : Leanne Taylor
- Julie Lake : Angie Rice
- Vicky Jeudy : Janae Watson
- Deborah Rush : Carol Chapman
- Michael Chernus : Cal Chapman
- Pablo Schreiber : George « Pornstache » Mendez
- Matt Peters : Joel Luschek
- Matt McGorry : John Bennett
- Catherine Curtin : Wanda Bell
- Joel Marsh Garland : Scott O'Neill
- Brendan Burke : Wade Donaldson
- Alysia Reiner : Natalie « Fig » Figueroa
- Kimiko Glenn : Brook Soso
- Dale Soules : Freida
- Lori Petty : Lolly
- Emily Althaus : Maureen Kukudio
- Ruby Rose : Stella Carlin
- Marsha Stephanie Blake : Berdie Rogers
- Mike Birbiglia : Danny Pearson
- Alan Aisenberg : Baxter « Gerber » Bayley
- James McMenamin : Charlie « Donuts » Coates
- Ian Paola : Yadriel
- Tanya Wright (en) : Crystal Burset
- Mary Steenburgen : Delia Mendez-Powell

## Épisodes

### Épisode 1:La Fête des mères
Les détenues préparent l'arrivée des enfants au sein de Litchfield.

Piper découvre qu'Alex est de retour au pénitencier. Cette dernière est dévastée par son retour et ses mauvais choix. 

### Épisode 2:Punaises et autres désagréments
Les dortoirs sont infestés de punaises, ce qui pousse le personnel de Litchfield à prendre des mesures drastiques : lavage de tous les uniformes et destruction des matelas. 

En demandant un renouvellement de budget, Caputo découvre que la prison va fermer et que Figueroa le savait. 

Red en veut à Piper de lui avoir menti sur son commerce. 

Contre l'avis de Dayanara et John, Aleida rencontre la mère de Mendez qui propose d'adopter l'enfant à venir de Daya et de l'élever comme sien. 

Bennet va voir la famille de Dayanara, ce qui le met très mal à l'aise. 

Nicky et Big Boo constatent la disparition de l'héroïne qu'elles avaient dissimulée. 

### Épisode 3:L'empathie est un tue-l'amour
Nicky a trouvé le moyen de faire sortir son stock d'héroïne de la prison grâce à Luschek mais avec Big Boo qui sent l'arnaque, elle cache comme elle peut la drogue. Découverte par deux autres détenues, Nicky finit dénoncée et envoyée au QHS, au grand désespoir de Red et Morello. 

Healy force la main de Red pour qu'elle serve à nouveau de traductrice entre lui et sa femme russe. 

La nouvelle conseillère de Litchfield reprend le cours de théâtre d'improvisation, qui va étonnamment aider Piper et Alex à se réconcilier. Malgré tout, Piper voudra garder le côté violent de leurs relations sexuelles, ce qu'Alex aura du mal à faire, ne voulant pas blesser son amante.

### Épisode 4:Le droit chemin
Caputo a peut-être trouvé le moyen de sauver Litchfield et organise une visite à des envoyés d'une firme privée, qui vont découvrir alors la folie des lieux mais finiront par soutenir le rachat, faute de meilleure opportunité.
Pendant la visite, Taystee et Poussey sont contraintes de prévenir tout débordement de Crazy Eyes, toujours persuadée que Vee reviendra pour elle ; avec Taystee, elle finit cependant par accepter sa mort. 
Cette journée est également une corvée pour Piper : c'est son anniversaire, jour qu'elle déteste. D'autant plus qu'elle sait qu'elle aura la visite de sa famille. La rencontre se passe mal: la discussion vire rapidement à la confrontation avec son père. Ce dernier reprochant à sa fille de ne pas accepter l'aide qu'ils veulent lui donner, Piper reprochant à son père de rester là sans rien dire. Piper officialise finalement le fait qu'elle ait une copine, terminant en mimant ses relations sexuelles. Cela offusque ses parents qui quittent la salle et fait rigoler son frère, qui était au courant de la relation de Piper avec Alex.
En discutant avec Pennsatucky au sujet des intégristes protestants qui la soutiennent financièrement, Big Boo a l'idée de se faire passer pour une lesbienne repentie afin de les arnaquer, mais les positions du pasteur qui lui rend alors visite la dégoûtent et elle craque. 
Red et Morello ont énormément de mal à se remettre du départ de Nicky. Piper, elle, en veut à Luscheck.

### Épisode 5:Poudre aux yeux
Avec les nouveaux gérants arrive la rumeur d'un nouveau travail bien mieux payé pour les détenues, qui nécessite en plus un test de présélection. 
Poussey se laisse aller maintenant que la bibliothèque est presque vide et passe son temps à boire son alcool de contrebande et à dormir. Elle constate que son alcool disparaît. 
Mendoza découvre que Norma a son propre commerce d'aide spirituelle et lui dit que cela doit cesser car ce n'est pas sa culture.
Mendoza est déçu que Flaca candidate pour le nouveau poste.
Alex devient paranoïaque et croit que Kubra a envoyé une détenues pour la tuer. Pour se moquer Piper lui dit que Kubra aurait pu la payer elle, étant donné qu'elle a menti lors de son procès.
Red s'apprête pour Healy et se montre aguicheuse ; alors qu'il croit qu'elle veut le séduire, elle ne cherche qu'à reprendre sa place en cuisine. 

### Épisode 6:Ching Chong Chang
Les gardiens apprennent en même temps que Caputo que la compagnie MCC veut engager de nouveaux gardiens sans formation à mi-temps pour Litchfield. 
Se sentant seule après le départ de Nicky, Morello commence une correspondance avec plusieurs hommes dans l'espoir de nouer contact. 
Piper rencontre une autre détenue très affirmée dans l'atelier de couture. 
Red parvient à convaincre Healy de la remettre en poste à la cuisine. 

### Épisode 7:Sans voix
En discutant avec les autres détenues, Piper a une idée pour se faire de l'argent : coudre des culottes supplémentaires dans les chutes de tissu, les faire porter aux détenues avant de les revendre à des vicieux. Lorsqu'elle en parle à Alex, cette dernière est très enthousiaste et se charge de chercher un passeur idéal en un des nouveaux gardiens, immature et très maladroit. Piper propose à son frère de l'aider dans ce business.
« Folle dingue » écrit une romance érotique sur fond de science-fiction qui rencontre un certain succès auprès des détenues. 

### Épisode 8:La peur et d'autres odeurs
Piper continue d'organiser son trafic : en échange des culottes portées, elle offre aux autres détenues des épices pour faire passer le goût de la nouvelle nourriture. 
Alex se méfie de la nouvelle détenue, Lollie, qu'elle croit voir partout et a l'impression que cette dernière l'observe. Piper essaie de la rassurer mais il s'avère que Lollie observe effectivement les moindres faits et gestes d'Alex. 
Dayanara est prête à confier son enfant à la mère de Mendez, mais quand elle apprend qu'Aleida essaie de lui soutirer beaucoup d'argent, elle cède et révèle toute la vérité. 
Pour lutter contre son problème d'alcool, Poussey se tourne vers le groupe de Norma. 
La fiction de « Folle dingue » rencontre de plus en plus de succès. 

### Épisode 9:Où est mon dreidel
Afin de tirer au clair le fait que de plus en plus de repas casher soient consommés dans la prison, le MCC fait venir un rabbin pour s'assurer de la religion des détenues ; seule Sœur Ingalls parvient à tromper le rabbin. 
Red est totalement abattue de devoir servir de mauvais repas réchauffés et s'assure que tout le monde soit au courant que ce n'est pas elle qui a cuisiné ça.
Sophia découvre que son fils a été arrêté alors qu'il était avec le fils de Gloria ; accusant ce dernier d'être une mauvaise influence, elle apprend par la suite qu'il n'en est rien et que son fils bascule dans la délinquance pour d'autres raisons. 
Leanne essaie de faire en sorte que le culte de Norma soit pris au sérieux, mais son implication et sa volonté de l'officialiser fait fuir Soso et Poussey. 
Doggett voit le nouveau gardien Coates se rapprocher d'elle mais tient à garder une distance. Lors d'une sortie, Coates montre un tout autre visage...
Contre toute attente, le marché des culottes de Piper fonctionne très bien et elle doit s'assurer de l'offre, et ce faisant et enervé par l'attitude d'Alex, se rapproche de Stella. Les deux jeunes femmes finissent par s'embraser.
Alex continue de penser que Lolli l'observe et fini découvrir qu'elle avait raison de s'inquiéter.

### Épisode 10:Des lolos et des poils
Ronen Rubinstein
« Folle dingue » a une admiratrice qui est en fait amoureuse d'elle et lui donne un rendez-vous. Totalement inexpérimentée, elle panique au dernier moment et fuit. 
Alex tente de confronter Lolly mais Lolly nie. On apprend plus tard que Lolly ¨lui dit n'a pas été envoyée pour la tuer mais est persuadé qu'Alex est de la NSA et est là pour elle. 
Pendant ce temps, Alex remarque le rapprochement entre Piper et Stella. Lorsqu'Alex se confronte à sa petite amie, devant Stella, elle se disputent. Après le départ d'Alex, Piper et Stella deviennent intimes. 
Le trafic de culottes est florissant. 
Lorna commence à manipuler ses correspondants : elle envoie l'un d'entre eux battre Christopher, l'homme dont elle était amoureuse et qui l'avait éconduite, prétendant qu'il avait des déviances. 
Red a trouvé le moyen de tuer l'ennui en cuisine : utiliser les légumes du potager de la prison pour cuisiner des petits plats pour toute l'équipe de la cuisine.
Gloria et Sophia en viennent aux mains à cause de leurs fils. 
La mère de Mendez va voir sur fils en prison. Voyant que Daya et le bébé sont les seules chose qui maintienne son fils en vie en prison, elle ne peut se résoudre à abandonner l'enfant. Elle veut lui donner une chance en l'adoptant. 

### Épisode 11:Ce héros en chacun de nous
Un problème dans le logiciel de gestion fourni par le MCC et l'incompétence des nouveaux gardiens font qu'Angie est prise pour une autre détenue et libérée en avance ; le groupe de Norma y voit un miracle de leur prophétesse. Caputo se charge seul de retrouver Angie afin d'étouffer l'affaire, ce qui lui vaut le soutien des gardiens pour monter un syndicat dont il serait le leader. 
L'idée de syndicat des gardiens fait des émules chez Flaca, qui exige de l'argent de la part de Piper. 
Sur les conseils de Red, Piper organise la paie de ses complices, ce que n'apprécie pas Alex qui ne veut pas replonger dans un réseau criminel.
Alex n'aime pas la nouvelle personnalité de Piper estimant qu'elle est devenu mégalo, lorsqu'elle lui dit, Piper lui avoue ne pas aimer l'évolution de sa petite amie: sa paranoïa ou sa manière de juger les autres. Alex arrête le business et quitte Piper.
Soso essaie de faire comprendre à Norma que ses fidèles sont violentes envers elle, Leanne se venge en lui coupant les cheveux dans son sommeil. 
La fiction de Crazy Eyes est découverte par les gardiens et Berdie est suspendue pour avoir encouragé la pratique, Healy jubile. Crazy Eyes est finalement soulagée de ne plus avoir à subir la pression des fans. Pensant que Rodgers l'a poussé dans cette voie, Healy la renvoie. 

### Épisode 12:Ne me force pas à me lever
Red organise des repas spéciaux pour certaines détenues avec les légumes du potager, mais quand Cindy, Poussey, Taystee et Watson se servent sans réclamer, elle est abattue. Healy lui vient secrètement en aide et elle organise finalement le diner.
Soso est en pleine dépression et pendant un moment d'inattention du nouveau médecin, parvient à dérober des anti-dépresseurs et fait une overdose. 
Dayanara est sur le point d'accoucher et refuse le soutien de sa mère. Quand Daya part pour l'hôpital, Aleida appelle peu après et annonce à la mère de Mendez que le bébé est mort, afin de pouvoir le garder et tenter d'élever elle-même le bébé. 
Boo et Pennsatucky mettent au point leur vengeance en droguant Coates et en le violant à son tour avec un manche à balais, mais au dernier moment, Tiffany réalise que ce n'est pas ce qu'elle attend. 
Sophia se fait agresser par des détenues entraînées par les rumeurs lancées par Gloria et Aleida. Quand elle menace de rendre public le manque de formation des gardiens et l'insécurité, malgré Caputo qui essaie de la raisonner, les pontes de MCC la font envoyer en quartier de haute sécurité.

### Épisode 13:Ne fais pas confiance aux garces
Soso est sauvée à temps d'une mort par overdose grâce à Poussey et Taystee qui la font vomir. Ces dernières la protègent afin qu'elle n'aille pas en psy.
Caputo essaie de négocier la libération de Burset du SHU avec Pearson, mais devant l'esprit bureaucratique de son père, Pearson préfère démissionner. Caputo postule alors à son poste, sur l'idée de Figueroa, avec qui il a une liaison depuis plusieurs semaines, mais cela lui vaut la haine de tous les gardiens réguliers qui démissionnent aussitôt. 
Stella fait un tatouage sur le bras de Piper, qui voulait le symbole de l'infini, ce que Stella trouve trop banal et demande à son amante de lui faire confiance. Lorsqu'elle montre son tatouage à son frère, il lui annonce que l'argent du trafic de culottes a été détourné ; après avoir accusé Flaca, elle découvre que c'est Stella qui a volé l'argent pour préparer sa sortie prochaine. Piper se venge en plaçant dans son box plusieurs objets de contrebande qu'elle a trouvé dans la prison, envoyant ainsi Stella au QHS et un message aux autres voulant la trahir. Elle se fait finalement le tatouage du symbole de l'infini, comme elle le souhaitait.
Morello finit par se marier avec l'un de ses correspondants. 
Alex découvre qu'un des nouveaux gardiens est un homme de Kubra et qu'il veut la tuer. La saison se termine alors qu'elle est seule avec lui dans les serres et il lui fait comprendre qu'il va faire ce pourquoi il est venu.
Poussey fait prendre conscience que le culte autour de Norma est allé trop loin à cause de Leanne, qui a vu le visage de Norma dans un toast mais ignoré la tentative de suicide de Soso. En réponse, Norma chasse Leanne. 
Une descente de police dans l'appartement de Cesar entraîne la prise en charge du bébé de Daya.

Les réparations commencent à Litchfield, notamment le trou dans le grillage (où passait la poule de la saison 1). De nouveaux lits superposés sont installés.